# A Matter of Hair (cortometraje)
A Matter of Hair es un cortometraje, una comedia con cierto sentido de parodia.
Dirigida por Ana Torres-Álvarez, producida por The Ale & Quail Club Films, y escrita por la propia directora, cuenta las peripecias que le ocurren a un hombre más preocupado de su aspecto físico y no muy inteligente a la hora de buscar métodos para parecer más joven.
Rodada íntegramente en Londres, en los barrios de Ealing (donde estaban los famosos estudios de la clásica comedia inglesa y Peckham Rye, durante los días 12, 13, 14 y 15 de julio de 2003. Se estrenó en Londres, el 18 de agosto de 2004, dentro del Portobello Film Festival.
El corto ha sido exhibido en Reino Unido, Estados Unidos e India, y ha salido en DVD bajo el sello de Underground Films, estrenada en televisión en el Reino Unido.

## Sinopsis
Es la historia de Paul, un hombre que cree que la única cosa importante en una relación es la apariencia, especialmente cuando se dedica a buscar chicas que tienen la mitad de su edad. Vive con Sarah, y se horroriza cuando descubre que está comenzando a perder pelo porque cree que también perderá a su novia.

## Reparto
| Personaje      | Actor             |
| -------------- | ----------------- |
| Sarah          | Karianne Flaathen |
| Paul           | John Gunnery      |
| Vendedora      | Clara Andersson   |
| Padre de Sarah | Kenneth Roberts   |
| Madre de Sarah | Jane Farrer       |
| Jenny          | Sarah O'Keefe     |

## Festivales
- Portobello Film Festival. Londres (Reino Unido).
- Bombay Mocha Film Club. Bombay (India).
- Mombay Met-Fest. Bombay (India).
- International Women's Week. Londres (Reino Unido).
- Made in Deptford Festival. Londres (Reino Unido).
- Metrospective: Visual Representations of Metrosexuality. Bombay (India).